# 1993 QZ
1993 QZ är en asteroid i huvudbältet som upptäcktes 20 augusti 1993 av den amerikanske astronomen Eleanor F. Helin vid Palomar-observatoriet.
Asteroiden har en diameter på ungefär 4 kilometer.